# Birth of the Cruel
«Birth of the Cruel» (с англ. — «Рождение жестоких») — песня американской метал-группы Slipknot, а также третий сингл с шестого студийного альбома We Are Not Your Kind. Сингл спродюсирован Грегом Фидельманом и выпущен 5 августа 2019 года. В целом песня была встречена положительно. Мерлин Олдеслэйд из Metal Hammer описал вокал Кори Тейлора как «маниакального дирижёра, возглавляющий самую безумную симфонию в мире».
Это последний сингл, выпущенный перед выпуском We Are Not Your Kind; он дебютировал в сегменте Зейна Лоу «Мировые рекорды» на его радио-шоу Beats 1 в Apple Music.

## Чарты
| Чарт (2019)                   | Высшая позиция |
| ----------------------------- | -------------- |
| UK Rock & Metal (OCC)         | 9              |
| US Hot Rock Songs (Billboard) | 14             |